# Bratři Pospíšilové
Bratři Jindřich (* 23. března 1942 v Brně) a Jan (* 25. dubna 1945 v Brně) Pospíšilovi jsou trenéři a hráči kolové, daleko nejúspěšnější hráči v historii tohoto sportu: dvacetinásobní mistři světa a dvacetipětinásobní mistři Československa. Pro své úspěchy získali jednou ocenění Sportovec roku a osmkrát ocenění Král cyklistiky.

## Ocenění
- J. a J. Pospíšilové v Síni slávy ČSC - portrét pod střechou velodromu v Praze v MotoleSportovec roku – 1979

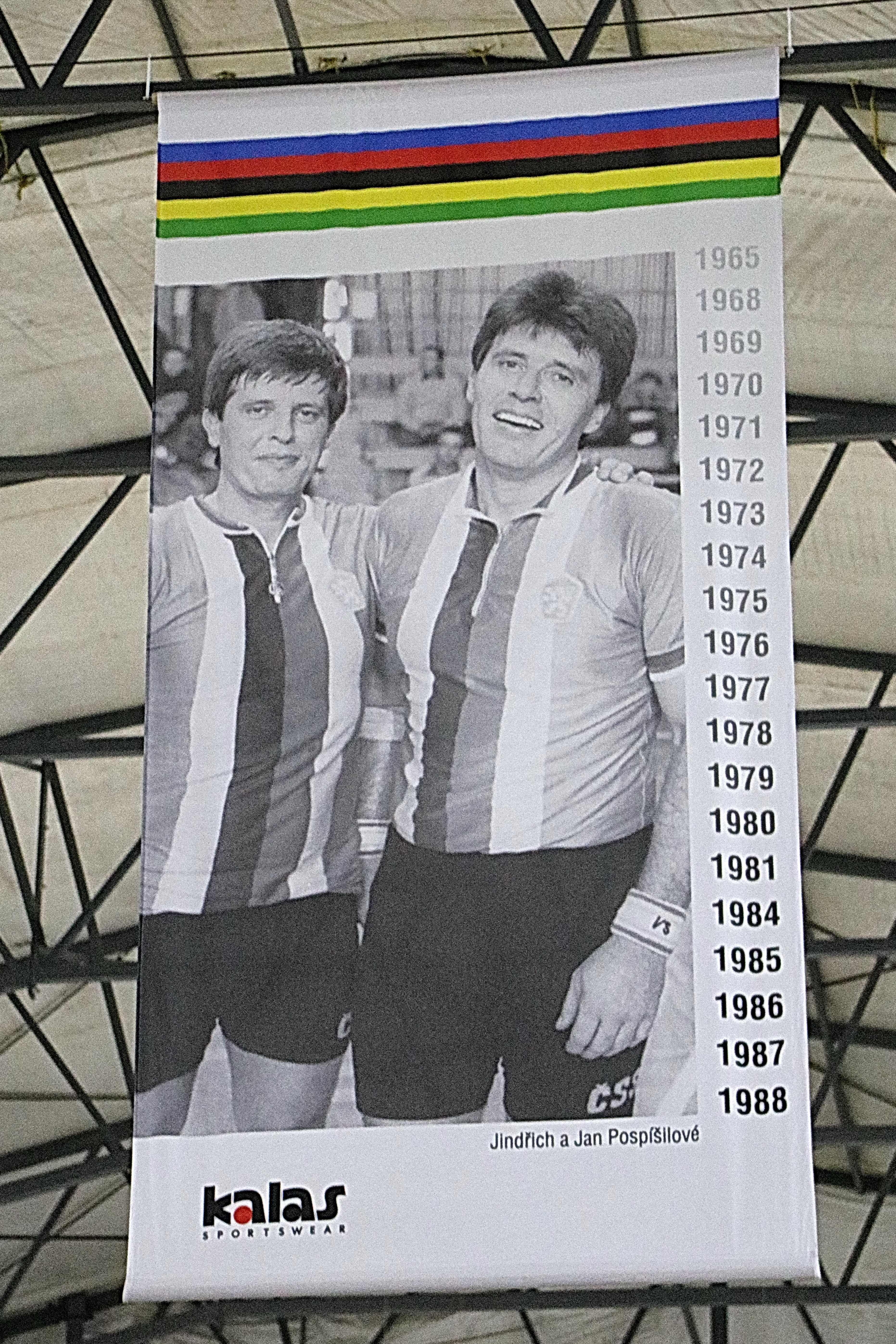
J. a J. Pospíšilové v Síni slávy ČSC - portrét pod střechou velodromu v Praze v Motole

- Král cyklistiky – celkem 8x (1968, 1969, 1970, 1972, 1975, 1979, 1987, 1988)
- Síň slávy Českého svazu cyklistiky - uvedeni mezi prvními při založení v roce 2014 (spolu s Janem Veselým, Jiřím Dalerem a Janem Smolíkem)

## Sportovní úspěchy
Před tím, než spolu poprvé vystoupili na mistrovství světa v roce 1964, kde získali stříbrnou medaili, starší Jindřich už vyhrál stříbrnou a bronzovou se svým původním partnerem Jaroslavem Svobodou. O rok později se stali poprvé světovými šampiony. Se svou hráčskou kariérou se rozloučili na mistrovství světa v roce 1988 ziskem dvacáté zlaté medaile. Tehdy bylo Janovi 43 a Jindřichovi 46 let. Vedle dvaceti zlatých získali ještě čtyři stříbrné medaile a jednu bronzovou, nebylo tak mistrovství světa, z něhož by odjeli bez medaile. Dále vyhráli 16x Evropský pohár v kolové a 25x Mistrovství Československa v kolové.
Od dětských let po celou jejich unikátní sportovní kariéru, čtyřicet let, je vedl jako trenér Rudolf Harth (1918-2013). Byl nejen spolutvůrcem jejich úspěchů, ale nahrazoval jim i otce, který padl v posledních dnech druhé světové války.
Když přestali hrát, stali se trenéry: Jan odešel do zahraničí, zatímco Jindřich coby reprezentační trenér dovedl hned následující rok ke zlatu na mistrovství světa dvojici Miroslav Berger-Miroslav Kratochvíl. Poté se ale se svazem rozhádal a rovněž odešel trénovat do zahraničí.

## Mistři světa
1961 - Jindřich získal bronzovou medaili s Jaroslavem Svobodou
1962 - Jindřich získal stříbrnou medaili s Jaroslavem Svobodou
1964 - stříbrní (první společný start)
1. 1965, Praha
1966 - bronz
1967 - stříbro
2. 1968, Kassel
3. 1969, Erfurt
4. 1970, Ostrava
5. 1971, Baden
6. 1972, Offenburg
7. 1973, Vídeň
8. 1974, Heerlen
9. 1975, Gent
10. 1976, Münster
11. 1977, Brno
12. 1978, Herning
13. 1979, Schiltigheim
14. 1980, Rheinfelden
15. 1981, Heerlen
1982 - stříbro
1983 - stříbro
16. 1984, Schiltigheim
17. 1985, St. Gallen
18. 1986, Genk
19. 1987, Herning
20. 1988, Ludwigshafen

## Bratři ve filmu a v televizi
- V roce 1979 o nich a jejich trenéru Rudolfu Harthovi režisér Jiří Papoušek natočil 12minutový dokumentární medailon Bratři v duhovém triku.[6]
- Kromě záznamů z Mistrovství světa v kolové existuje v televizním archivu i bilanční 32minutový pořad Pospíšilové (r. 1989). Zde s nimi, s jejich manželkami i s trenérem Harthem vedl rozhovor sportovní novinář Petr Kment.[7]
- Ve filmu Samotáři se Pospíšilové objevili v archivním záběru z roku 1988, kdy přebírali zlaté medaile za svůj poslední titul mistrů světa a hrála jim k tomu československá hymna. Na tyto záběry navazoval dialog na téma hymna mezi Jiřím Macháčkem a Zdeňkem Suchým.[8]